# Bảo tàng Công trình nước ở Bydgoszcz
Bảo tàng Công trình nước ở Bydgoszcz (tiếng Ba Lan: Muzeum Wodociągów w Bydgoszczy) là một bảo tàng tọa lạc tại số 1 Phố Filarecka, Bydgoszcz và số 242 Phố Gdańska, Bydgoszcz, Ba Lan. Bảo tàng có sứ mệnh giới thiệu lịch sử và hoạt động của các công trình nước ở Ba Lan cũng như trưng bày các thiết bị và phụ kiện về nước và nước thải, từ thời Ba Lan Cổ đến thời hiện đại.

## Lịch sử
Bảo tàng Công trình nước ở Bydgoszcz được thành lập vào năm 2012. Việc thành lập Bảo tàng là một phần trong dự án "Con đường Giáo dục Sinh thái dựa trên các tòa nhà lịch sử Sảnh Bơm và Tháp Nước" - dự án được công ty Hệ thống thoát nước và cấp nước thành phố ở Bydgoszcz và các quỹ của Liên minh Châu Âu tài trợ. Toàn bộ dự án tiêu tốn 13 triệu złoty, trong đó 6 triệu złoty được nhận từ Chương trình Hoạt động Khu vực của tỉnh Kujawsko-Pomorskie trong giai đoạn 2007-2013.
Bảo tàng nằm trong hai tòa nhà:
- tháp nước cao 45 mét, nằm trong Công viên Henryk Dąbrowski bên trong trang trại Szwederowo
- sảnh bơm lịch sử trong Rừng Gdańsk.

## Triển lãm

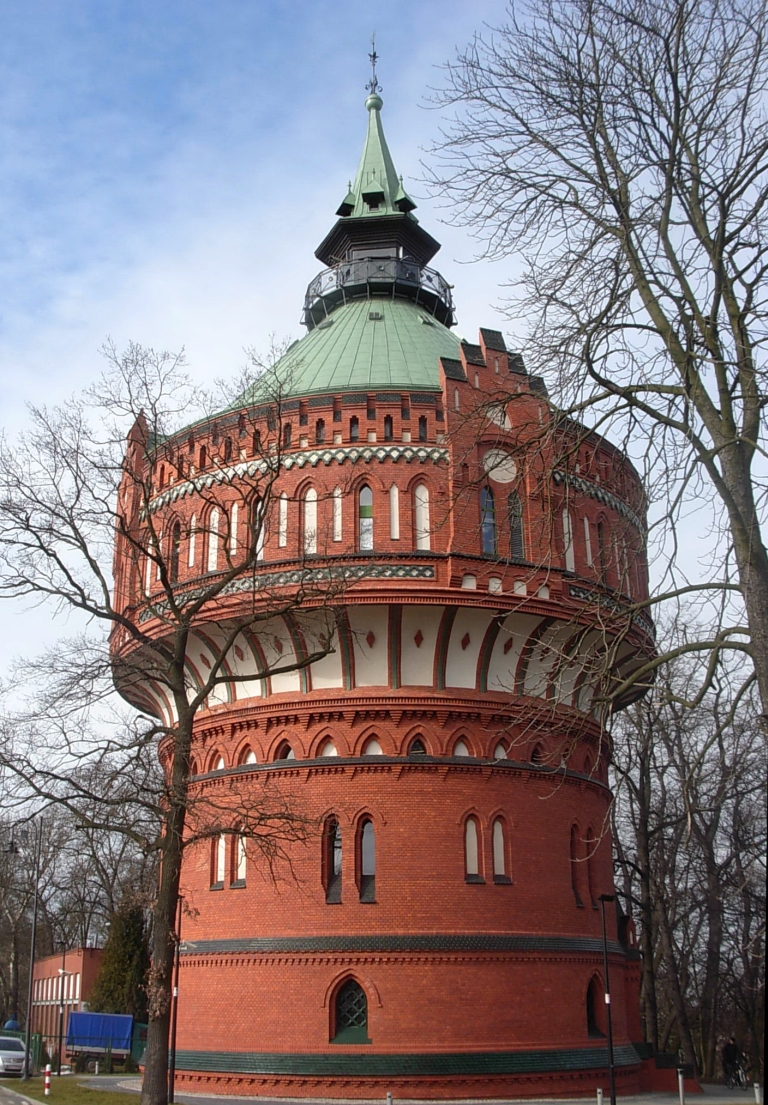
Tháp nước
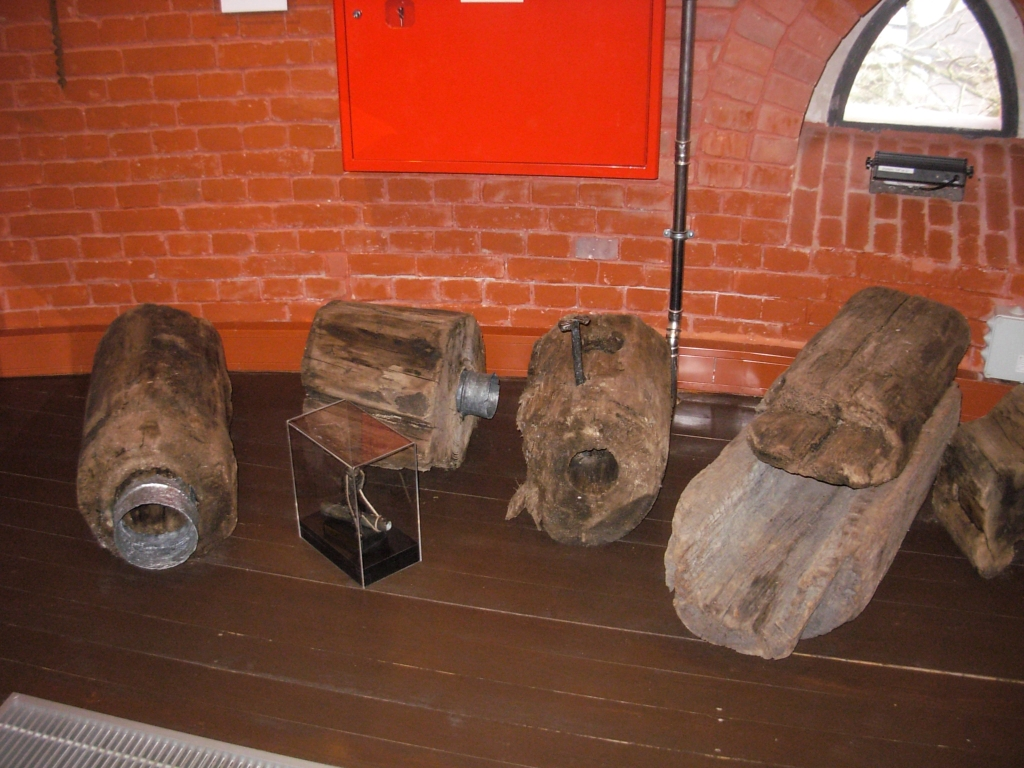
Ống nước bằng gỗ
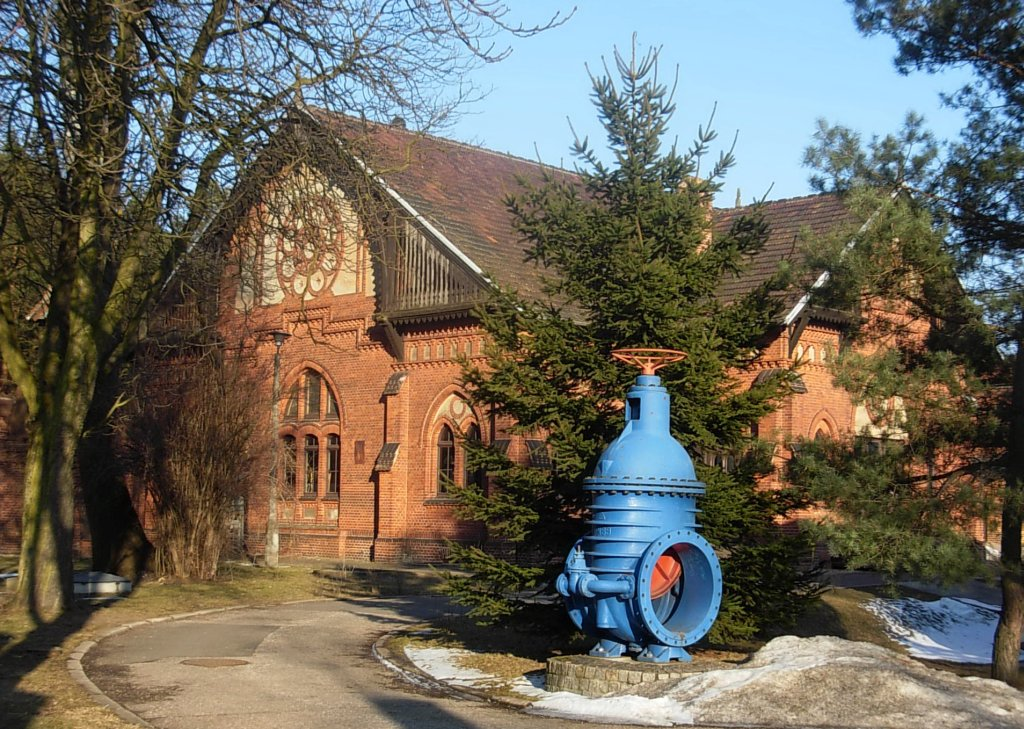
Trạm bơm trong Rừng Gdańsk
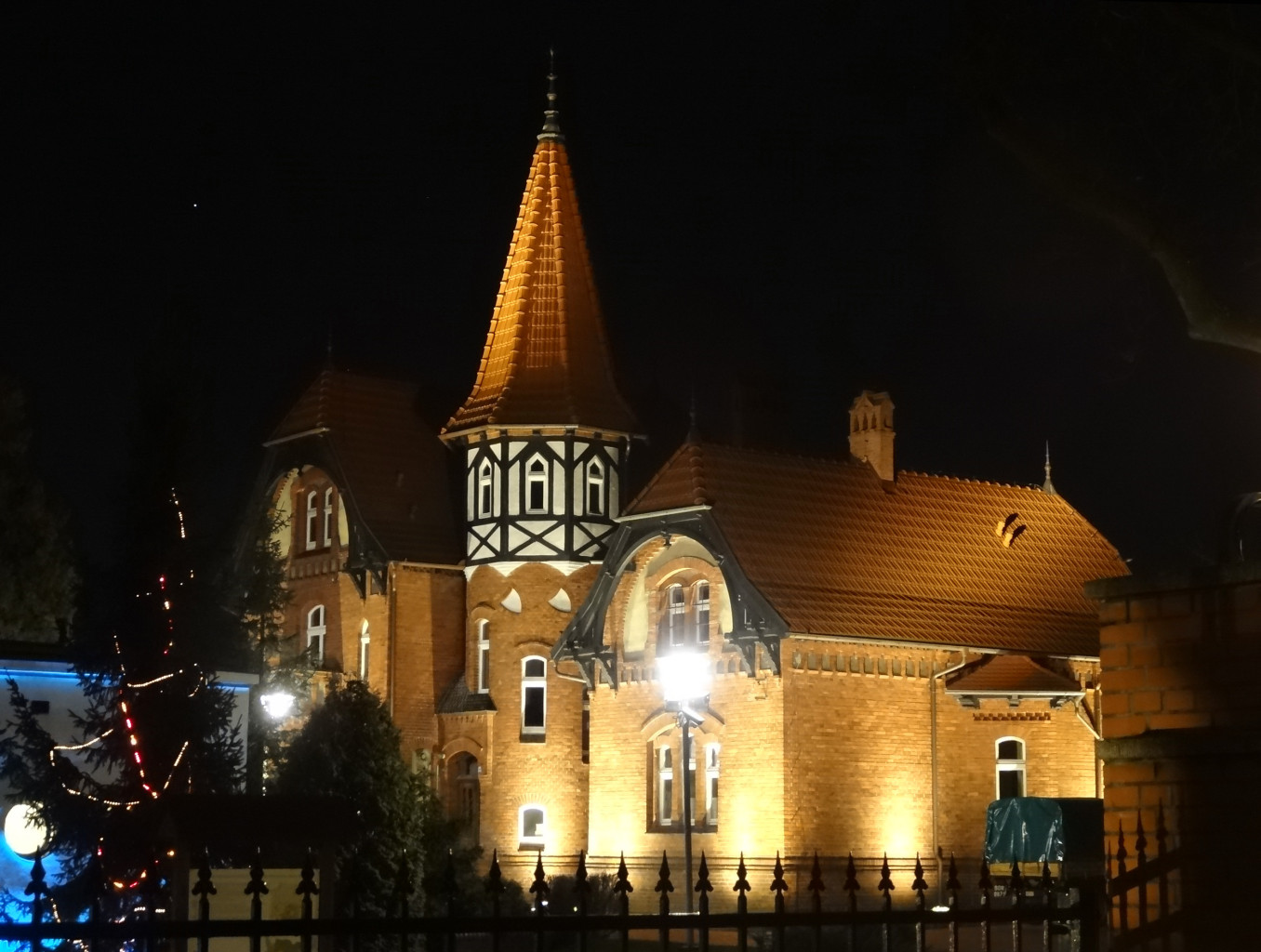
Bảo tàng trong Rừng Gdańsk

## Giờ mở cửa
Bảo tàng Công trình nước ở Bydgoszcz hoạt động quanh năm, mở cửa tất cả các ngày trong tuần trừ thứ Sáu:
- từ thứ Hai đến thứ Năm:  từ 11:00 đến 16:00
- vào thứ Bảy và Chủ nhật:  từ 13:00 đến 17:00